# Holzhausen (Fronhausen)
Holzhausen ist der nach Einwohnerzahl kleinste Ortsteil der Gemeinde Fronhausen im mittelhessischen Landkreis Marburg-Biedenkopf. Der Ort liegt nördlich von Fronhausen.

## Geschichte

### Ortsgeschichte
Die ältest bekannte sichere urkundliche Erwähnung unter dem Namen Holzhusen stammt aus dem Jahr 1274.
Im Zuge der Gebietsreform in Hessen erfolge am 1. Juli 1974 kraft Landesgesetz der Zusammenschluss der bis dahin selbstständigen Gemeinden Bellnhausen, Erbenhausen, Fronhausen mit Sichertshausen, Hassenhausen, Holzhausen und Oberwalgern zur neuen Großgemeinde Fronhausen. Für alle ehemals eigenständigen Gemeinden von Fronhausen wurden Ortsbezirke gebildet.

### Verwaltungsgeschichte im Überblick
Die folgende Liste zeigt die Staaten und Verwaltungseinheiten, denen Holzhausen angehört(e):
- vor 1567: Heiliges Römisches Reich, Landgrafschaft Hessen, Gericht Lohra (Gericht Lohra bestand aus den Orten Lohra, Nanzhausen, Willershausen, Rodenhausen, Seelbach, Rollshausen, Altenvers, Raimarshausen, Weiboldshausen, Kirchvers, Oberwalgern, Holzhausen, Stedebach und Damm)[8]
- ab 1567: Heiliges Römisches Reich, Landgrafschaft Hessen-Marburg, Amt Fronhausen[9]
- 1604–1648: Heiliges Römisches Reich, strittig zwischen Landgrafschaft Hessen-Darmstadt und Landgrafschaft Hessen-Kassel (Hessenkrieg), Gericht Lohra
- ab 1648: Heiliges Römisches Reich, Landgrafschaft Hessen-Kassel, Amt Fronhausen
- ab 1806: Landgrafschaft Hessen-Kassel, Amt Fronhausen
- 1807–1813: Königreich Westphalen, Departement der Werra, Distrikt Marburg, Kanton Lohra
- ab 1815: Kurfürstentum Hessen, Amt Fronhausen[10]
- ab 1821/22: Kurfürstentum Hessen, Provinz Oberhessen, Landkreis Marburg[11][Anm. 2]
- ab 1848: Kurfürstentum Hessen, Bezirk Marburg
- ab 1851: Kurfürstentum Hessen, Provinz Oberhessen, Landkreis Marburg
- ab 1867: Königreich Preußen, Provinz Hessen-Nassau, Regierungsbezirk Kassel, Landkreis Marburg
- ab 1871: Deutsches Reich,  Königreich Preußen, Provinz Hessen-Nassau, Regierungsbezirk Kassel, Landkreis Marburg
- ab 1918: Deutsches Reich, Freistaat Preußen, Provinz Hessen-Nassau, Regierungsbezirk Kassel, Landkreis Marburg
- ab 1944: Deutsches Reich, Freistaat Preußen, Provinz Kurhessen, Landkreis Marburg
- ab 1945: Amerikanische Besatzungszone, Groß-Hessen, Regierungsbezirk Kassel, Landkreis Marburg
- ab 1946: Amerikanische Besatzungszone, Hessen, Regierungsbezirk Kassel, Landkreis Marburg
- ab 1949: Bundesrepublik Deutschland, Hessen, Regierungsbezirk Kassel, Landkreis Marburg
- ab 1974: Bundesrepublik Deutschland, Hessen, Regierungsbezirk Kassel, Landkreis Marburg-Biedenkopf, Gemeinde Fronhausen[Anm. 3]
- ab 1981: Bundesrepublik Deutschland, Hessen, Regierungsbezirk Gießen, Landkreis Marburg-Biedenkopf, Gemeinde Fronhausen

### Gerichte seit 1821
Mit Edikt vom 29. Juni 1821 wurden in Kurhessen Verwaltung und Justiz getrennt. Der Kreis Marburg war für die Verwaltung und das Justizamt Fronhausen war als Gericht in erster Instanz für Holzhausen zuständig. Nach der Annexion Kurhessens durch Preußen 1866 erfolgte am 1. September 1867 die Umbenennung des bisherigen Justizamtes in Amtsgericht Fronhausen. Das Amtsgericht Fronhausen wurde 1943 geschlossen, zunächst als Zweigstelle des Amtsgerichts Marburg geführt und 1948 endgültig aufgelöst. Der Gerichtsbezirk wurde dem Amtsgericht Marburg zugeteilt.

## Bevölkerung

### Einwohnerstruktur 2011
Nach den Erhebungen des Zensus 2011 lebten am Stichtag dem 9. Mai 2011 in Holzhausen 39 Einwohner. Darunter waren keine Ausländer.
Nach dem Lebensalter waren 3 Einwohner unter 18 Jahren, 15 zwischen 18 und 49, 12 zwischen 50 und 64 und 6 Einwohner waren älter. Die Einwohner lebten in 12 Haushalten. Davon waren 3 Singlehaushalte, keine Paare ohne Kinder und 9 Paare mit Kindern, sowie keine Alleinerziehende und keine Wohngemeinschaften. In 3 Haushalten lebten ausschließlich Senioren und in 6 Haushaltungen lebten keine Senioren.

### Einwohnerentwicklung
| Quelle: Historisches Ortslexikon | |
| • 1502:                          | 4 Hausgesesse                                                                                        |
| • 1577:                          | 9 Hausgesesse                                                                                        |
| • 1630:                          | 7 Hausgesesse einschließlich einer Witwe (2 dreispännige, 3 zweispännige Ackerleute, 1 Einläuftige). |
| • 1681:                          | 8 hausgesessene Mannschaften                                                                         |
| • 1838:                          | 67 Einwohner (Familien: 9 nutzungsberechtigte Ortsbürger, 1 Beisasse)                                |

| Holzhausen: Einwohnerzahlen von 1747 bis 2014 | Holzhausen: Einwohnerzahlen von 1747 bis 2014 | Holzhausen: Einwohnerzahlen von 1747 bis 2014 | Holzhausen: Einwohnerzahlen von 1747 bis 2014 | Holzhausen: Einwohnerzahlen von 1747 bis 2014 |
| --- | --------------------------------------------- | --------------------------------------------- | --------------------------------------------- | --------------------------------------------- |
| Jahr |                                               |                                               |                                               | Einwohner                                     |
| 1747 | 1747                                          |                                               | 56                                            | 56                                            |
| 1766 | 1766                                          |                                               | 56                                            | 56                                            |
| 1800 | 1800                                          |                                               | ?                                             | ?                                             |
| 1834 | 1834                                          |                                               | 78                                            | 78                                            |
| 1840 | 1840                                          |                                               | 71                                            | 71                                            |
| 1846 | 1846                                          |                                               | 72                                            | 72                                            |
| 1852 | 1852                                          |                                               | 75                                            | 75                                            |
| 1858 | 1858                                          |                                               | 88                                            | 88                                            |
| 1864 | 1864                                          |                                               | 95                                            | 95                                            |
| 1871 | 1871                                          |                                               | 81                                            | 81                                            |
| 1875 | 1875                                          |                                               | 69                                            | 69                                            |
| 1885 | 1885                                          |                                               | 78                                            | 78                                            |
| 1895 | 1895                                          |                                               | 86                                            | 86                                            |
| 1905 | 1905                                          |                                               | 74                                            | 74                                            |
| 1910 | 1910                                          |                                               | 67                                            | 67                                            |
| 1925 | 1925                                          |                                               | 65                                            | 65                                            |
| 1939 | 1939                                          |                                               | 47                                            | 47                                            |
| 1946 | 1946                                          |                                               | 76                                            | 76                                            |
| 1950 | 1950                                          |                                               | 77                                            | 77                                            |
| 1956 | 1956                                          |                                               | 62                                            | 62                                            |
| 1961 | 1961                                          |                                               | 56                                            | 56                                            |
| 1967 | 1967                                          |                                               | 31                                            | 31                                            |
| 1970 | 1970                                          |                                               | 33                                            | 33                                            |
| 1980 | 1980                                          |                                               | ?                                             | ?                                             |
| 1990 | 1990                                          |                                               | ?                                             | ?                                             |
| 2000 | 2000                                          |                                               | ?                                             | ?                                             |
| 2009 | 2009                                          |                                               | 40                                            | 40                                            |
| 2011 | 2011                                          |                                               | 39                                            | 39                                            |
| 2014 | 2014                                          |                                               | 32                                            | 32                                            |
| Datenquelle: Historisches Gemeindeverzeichnis für Hessen: Die Bevölkerung der Gemeinden 1834 bis 1967. Wiesbaden: Hessisches Statistisches Landesamt, 1968. Weitere Quellen: LAGIS; ab 2000 Gemeinde Fronhausen; Zensus 2011 |                                               |                                               |                                               |                                               |

### Historische Religionszugehörigkeit
| Quelle: Historisches Ortslexikon |                                                                   |
| • 1861:                          | alle Einwohner lutheranisch                                       |
| • 1885:                          | 78 evangelische (= 100 %)                                         |
| • 1961:                          | 42 evangelische (= 75,00 %), 14 katholische (= 25,00 %) Einwohner |

### Historische Erwerbstätigkeit
| Quelle: Historisches Ortslexikon | |
| • 1747:                          | Erwerbspersonen: ein Hufschmied, zwei Tagelöhner.                                                                                |
| • 1838:                          | Familien: 9 Ackerbau, eine Tagelöhner.                                                                                           |
| • 1961:                          | Erwerbspersonen: 24 Land- und Forstwirtschaft, 6 Produzierendes Gewerbe, 2 Handel und Verkehr, 1 Dienstleistungen und Sonstiges. |

## Politik
Für Holzhausen besteht ein Ortsbezirk mit Ortsbeirat und Ortsvorsteher nach der Hessischen Gemeindeordnung. Er umfasst das Gebiet der ehemaligen Gemeinde Holzhausen.
Der Ortsbeirat Holzhausen  besteht aus drei Mitgliedern. Bei den Kommunalwahlen in Hessen 2021 betrug die Wahlbeteiligung zum Ortsbeirat 88,89 %. Alle Kandidaten gehörten der CDU an. Der Ortsbeirat wählte Daniela Mittmann zur Ortsvorsteherin.

## Infrastruktur
Die Buslinie MR-35 der ALV Marburg stellt den öffentlichen Personennahverkehr sicher.